# Тринадесети пехотен рилски полк
13 пехотен рилски полк е създаден през 1886 г. на основата на Втори пехотен струмски полк, който е разформирован заради участието си в преврата срещу княз Александър Батенберг.

## Формиране
Тринадесети пехотен рилски полк е формиран в Кюстендил под името Тринадесети пеши рилски полк с указ № 186 от 31 август 1886 г., от състава на разформирования 2-ри пеши струмски полк. Полкът получава знамето си на 19 октомври 1891 г. в Кюстендил от княз Фердинанд I.

## Балкански войни (1912 – 1913)
През септември 1912 г. полкът е мобилизиран и взема участие в Балканската война (1912 – 1913) в състава на 7-а пехотна рилска дивизия и се намира на фронта в Македония, в райна на Кочани, Щип, Царево село, Струмица, Демир Хисар и Кукуш. В края на есента и началото на зимата на 1912 г. дивизията е преместена на фронта срещу Цариград.
Полка първоначално е разположен край Дедеагач, а към средата на януари е прехвърлен на фронта край Булаир. Полкът участва в страховития бой при Булаир като подпомага 22 пехотен Тракийски полк.
По време на Междусъюзническата война полкът води боеве срещу сърбите при селата Тахон, Райчани и Гърляни. На 18 юни 1913 година, след като българското командване заповядва прекратяване на огъня, полкът е нападнат от сръбски части и претърпява големи поражения, като дава и много пленени.

## Първа световна война (1915 – 1918)
През септември 1915 г. полкът е мобилизиран и взема участие в Първата световна война (1915 – 1918) в състава на 1-ва бригада от 7-а пехотна рилска дивизия.
При намесата на България във войната полкът разполага със следния числен състав, добитък, обоз и въоръжение:
| Числен състав                                       | Добитък   | Обоз              | Въоръжение                           |
| --------------------------------------------------- | --------- | ----------------- | ------------------------------------ |
| Офицери: 58 Чиновници: 4 Подофицери и войници: 5724 | Коне: 879 | Товарни коли: 440 | Пушки и карабини: 4428 Картечници: 4 |

13-ти Рилски пехотен полк срещу сърбите и французите при височините Проклетия, Модрика и селата Крива фея, Несвърта, Сливница, Островец и Боровик и др.
На 15 април 1917 от четвъртите дружини на 13-и пехотен рилски, 14-и пехотен македонски и 26-и пехотен пернишки полк се формира 84-ти пехотен полк, а на 16 май 1917 заедно с Допълняющия македонски полк влизат в състава на новосформираната Втора окупационна бригада.
Полкът е демобилизиран е през октомври 1918 година.

## Между двете световни войни
През месец декември 1921 година в изпълнение на клаузите на Ньойския мирен договор полкът е реорганизиран в 13-а пехотна рилска дружина. През май 1925 г. дружината взема участие в акции по преследването на нелегални в района на Дупница. През 1928 година полкът е отново формиран от частите на 13-а пехотна рилска дружина и 5-а кюстендилска жандармерийска дружина, но до 1938 година носи явното название дружина. 

## Втора световна война (1941 – 1945)
През Втора световна война (1941 – 1945) полкът е в подчинение на Първи български окупационен корпус (1941 – 1944). Взема участие в двете фази на заключителния етап на войната в състава на Единадесета пехотна дивизия с която участва при Страцин, Куманово, река Пчиня и Драва.
По времето когато полкът отсъства от мирновременния си гарнизон се формира 13-а пехотна допълваща дружина, която се разформира съгласно служебно писмо №175 от 24 февруари 1945 година. От състава на 13-а пехотна допълваща дружина, Народоосвободителна бригада „Георги Димитров“ и Партизански отряд „Димитър Каляшки“ се формира 13-и пехотен рилски гвардейски полк. Неговото военновременно формирование е намиращият се на фронта 13-и пехотен рилски полк.
Наследник на полка е 13-и стрелкови полк „Васил Коларов“ (поделение 45220).

## Наименования
През годините полкът носи различни имена според претърпените реорганизации:
- Тринадесети пеши рилски полк (1886 – 1893)
- Тринадесети пехотен рилски полк (1893 – 1920)
- Тринадесета пехотна рилска дружина (1920 – 1928)
- Тринадесети пехотен рилски полк (1928 – 1945)

## Командири
Званията са към датата на заемане на длъжността.
| №   | звание       | име                 | дати                                 |
| --- | ------------ | ------------------- | ------------------------------------ |
| 1.  | Капитан      | Никола Бочев        | 1 септември 1886 – 26 ноември 1888   |
| 2.  | Майор        | Никола Антикаров    | 26 ноември 1888 – 7 октомври 1890    |
| 3.  | Майор        | Михаил Вълков       | 9 октомври 1890 – 22 януари 1893     |
| 4.  | Подполковник | Иван Пенев          | 22 февруари 1893 – 12 януари 1903    |
| 5.  | Полковник    | Димитър Минков      | 12 януари 1903 – 10 януари 1904      |
| 6.  | Подполковник | Иван Паскалев       | 22 януари 1904 – 3 януари 1908       |
| 7.  | Подполковник | Рашо Георгиев       | 4 януари 1908 – 24 март 1909         |
| 8.  | Полковник    | Никола Бояджиев     | 25 март 1909 – 20 юли 1909           |
| 9.  | Полковник    | Стефан Манов        | 15 август 1909 – 25 май 1914         |
| 10. | Полковник    | Панайот Сантурджиев | 26 май 1914 – 10 септември 1915      |
| 11. | Подполковник | Кръстю Киров        | 10 септември 1915 – 7 септември 1917 |
| 12. | Полковник    | Жечо Йовчев         | 7 септември 1917 – 24 юни 1919       |
| 13. | Полковник    | Харалампи Тишков    | до 24 септември 1919                 |
| 14. | Полковник    | Стоян Гашаров       | 24 септември 1919 – 20 юли 1920      |
| 15. | Подполковник | Христо Данчев       | 21 декември 1920 – 24 април 1921     |
| 16. | Подполковник | Георги Стоилков     | 25 септември 1921 – 17 декември 1922 |
| 17. | Подполковник | Владимир Ангелов    | 26 декември 1922 – 31 август 1923    |
| 18. | Подполковник | Димитър Петров      | 5 ноември 1923 – 3 септември 1924    |
| 19. | Подполковник | Иван Тодоров        | 4 септември 1924 – 3 юни 1925        |
| 20. | Полковник    | Захари Доспевски    | 4 юни 1925 – 30 януари 1928          |
| 21. | Полковник    | Константин Захов    | 1 февруари 1928 – 28 февруари 1931   |
| 22. | Полковник    | Захари Доспевски    | 28 февруари 1931 – 9 юни 1934        |
| 23. | Подполковник | Владимир Йорданов   | 9 юни 1934 – 6 декември 1934         |
| 24. | Полковник    | Никола Чолаков      | 20 декември 1934 – 30 март 1935      |
| 25. | Полковник    | Александър Казаков  | 1 май 1935 – 10 март 1939            |
| 26. | Полковник    | Апостол Веселков    | 10 март 1939 – 1939                  |
| 27. | Полковник    | Георги Младенов     | 1939 – 1940                          |
| 28. | Полковник    | Христо Стоянов      | 26 октомври 1940 – 12 май 1942       |
| 29. | Подполковник | Панчо Йосков        | 12 май 1942 – 1946                   |